# Henry Thomas
Henry Thomas, född 9 september 1971 i San Antonio, Texas, är en amerikansk skådespelare och musiker.
Thomas har medverkat i mer än 40 filmer, men är kanske mest känd för rollen som Elliot i Steven Spielbergs film E.T. the Extra-Terrestrial.

## Filmografi i urval
- 1982 – E.T. the Extra-Terrestrial
- 1989 – Valmont
- 1993 – Fire in the Sky
- 1994 – Höstlegender
- 1997 – Suicide Kings
- 2002 – Gangs of New York
- 2003 – 11:14
- 2004 – Dead Birds
- 2006 – Desperation
- 2010 – Dear John